# (84566) VIMS
(84566) VIMS est un astéroïde de la ceinture principale.

## Description
(84566) VIMS est un astéroïde de la ceinture principale. Il fut découvert le 1er novembre 2002 au Mont Palomar par le programme NEAT. Il présente une orbite caractérisée par un demi-grand axe de 2,78 UA, une excentricité de 0,17 et une inclinaison de 13,5° par rapport à l'écliptique.